# La rivincita di Maciste
La rivincita di Maciste è un film muto italiano del 1921 diretto  da Luigi Romano Borgnetto.